# 吉田二郎 (鉄道経営者)
吉田 二郎（よしだ じろう、1934年4月20日 - ）は、南海電気鉄道（南海電鉄）社長、会長、日本民営鉄道協会会長、東京地下鉄第2代会長などを務めた日本の鉄道事業経営者。

## 生い立ち
大阪府立三国丘高等学校を経て、大阪大学経済学部卒業。

## 経歴
1957年大阪大学経済学部を卒業して南海電鉄に入社。
南海電鉄では、鉄道、バス、人事・労務を経験した。人事部長、取締役、常務、鉄道事業本部長、和歌山支社長、専務、副社長、を経て、1999年に社長に就任した。
2001年には、社長の座を山中諄に譲り、自らは代表権を持つ会長となって、もっぱらグループ企業の経営を担当するようになった。
その後は、日本民営鉄道協会会長を務めたり、帝都高速度交通営団の民営化による東京地下鉄の設立委員会委員長となり、同社の設立後には第2代会長となった。
2013年春の叙勲で、旭日大綬章を受章した。